# 340 إدواردا
إدواردا هو الكويكب رقم 340 الذي تم اكتشافه من قبل عالم الفلك ماكس ولف من مرصد هايدلبرغ وكان ذلك في 25 سبتمبر من عام 1892 في ألمانيا.